# Paco Ibáñez canta Brassens

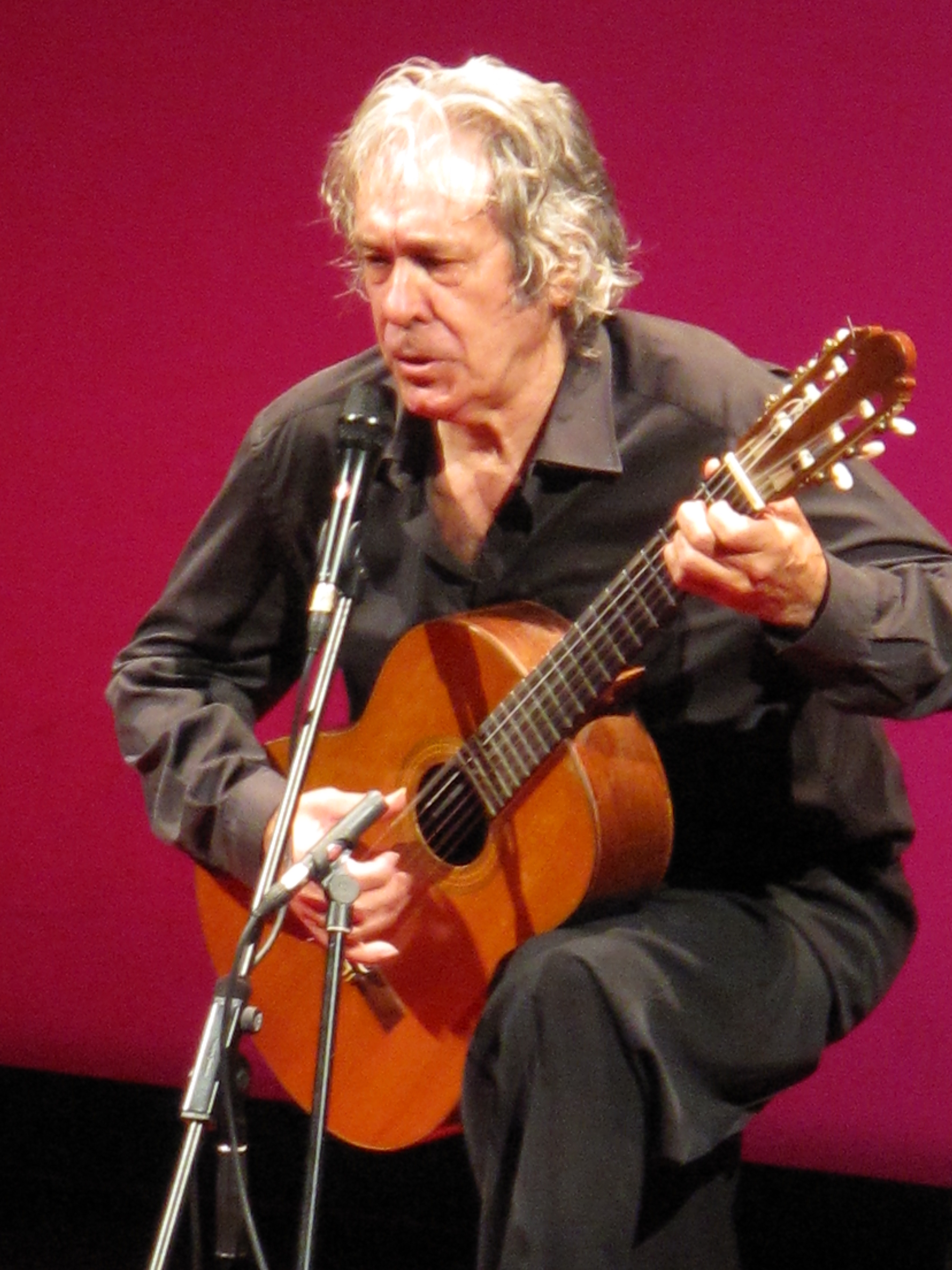
Paco Ibáñez

Paco Ibáñez canta a Brassens (1979) est un album de reprises en espagnol de chansons de Georges Brassens, traduites par Pierre Pascal, soutenues par la voix profonde de Paco Ibáñez. Brassens reprit par la suite quelques-unes de ses propres chansons traduites en espagnol.

## Liste des pistes
| No  | Titre                            | Titre original                   | Durée |
| --- | -------------------------------- | -------------------------------- | ----- |
| 1.  | Saturno                          | Saturne                          |       |
| 2.  | Canción para un maño             | Chanson pour l'Auvergnat         |       |
| 3.  | La mala reputación               | La mauvaise réputation           |       |
| 4.  | Juan « Lanas »                   | Bonhomme                         |       |
| 5.  | Tengo cita con Usted             | J'ai rendez-vous avec vous       |       |
| 6.  | Por una muñeca me hice chiquitín | Je me suis fait tout petit       |       |
| 7.  | Pobre Martín                     | Pauvre Martin                    |       |
| 8.  | La bella y el manantial          | Dans l'eau de la claire fontaine |       |
| 9.  | La pata de Juana                 | La cane de Jeanne                |       |
| 10. | El testamento                    | Le testament                     |       |